# Acela
De Acela, tot 2019 gekend als Acela Express, is een hogesnelheidstreindienst van de nationale spoorwegmaatschappij Amtrak, in het noordoosten van de Verenigde Staten, tussen Boston, New York en Washington. Dit traject wordt de Northeast Corridor genoemd.
De trein is een kantelbaktrein, die kantelt in bochten om zo sneller te kunnen rijden. Dit was nodig omdat voor de Acela geen hogesnelheidslijn is aangelegd en de bestaande spoorlijn bochtig te noemen is. Wel is de spoorlijn grondig opgeknapt om met hogere snelheden te kunnen rijden.

## De trein

### Acela Express
Nadat eerder de ICE en X2000 in Amerika proefreden, besloot Amtrak een geheel eigen hogesnelheidstrein te ontwikkelen. De trein is gebouwd door Bombardier en Alstom, de maker van de TGV. De trein bestaat uit twee motorrijtuigen en zes passagiersrijtuigen. De motorrijtuigen leveren samen 9200 kW.
De trein kent alleen First en Businessclass en geen Coach Class, de Amerikaanse tweede klasse. Deze wordt wel aangeboden in andere treinen op het traject. De Acela heeft een barrijtuig (een van de zes passagiersrijtuigen).
In 2002 en 2005 zijn er technische problemen met de treinen geweest. Alle treinen zijn tweemaal terug naar de fabriek gegaan voor technische aanpassingen; eerst aan de schokdempers, daarna aan de remmen. In 2008 en 2013 zijn er verbeteringen aan het traject gedaan; eerst aan een hefbrug, daarna aan een elektriciteitsvoorziening.

### NextGen Acela
In 2016 werden 28 nieuwe treinstellen besteld bij Alstom, door wie ze Avelia Liberty genoemd worden. Door Amtrak worden ze NextGen Acela genoemd. De treinen worden gemaakt in de Hornell fabriek in de staat New York. De eerste twee treinen zijn in 2023 gaan rijden. Ze kunnen maximaal 300 km/h rijden al zal in het begin niet harder dan 255 km/h worden gereden. De treinstellen hebben 30% meer capaciteit dan de 20 Acela Express treinstellen die ze gaan vervangen. Met deze uitbreiding kan Amtrak in piektijden elk halfuur een trein laten rijden tussen Washington en New York en ieder uur tussen New York en Boston. De treinstellen bestaan uit twee motorrijtuigen en negen rijtuigen. Een uitbreiding naar 12 rijtuigen is mogelijk.

## Het traject

### Boston - New Haven
Met name het gedeelte tussen Boston, Massachusetts en New Haven, Connecticut is grondig opgeknapt. Dit trajectdeel is geëlektrificeerd; voor de komst van Acela was dat een dieseltraject. Ook zijn diverse bochten ruimer aangelegd. Op een recht gedeelte van dit traject, in het zuiden van Massachusetts en het noorden van Rhode Island, haalt de Acela (zeer kort) haar topsnelheid van 240 km/h. Critici zeggen dat deze snelheid alleen om politieke redenen gereden wordt; volgens hen wordt de topsnelheid zo kort gereden dat het nauwelijks effect heeft voor de dienstregeling.

### New Haven - New York
De railinfrastructuur van de New Haven Line tussen beide plaatsen is  niet in handen van Amtrak, maar van Metro-North Railroad en Connecticut Department of Transportation. Metro-North exploiteert de forensentreinen tussen deze plaatsen. Ondanks het bochtige traject wordt de kantelbakinstallatie niet gebruikt op dit traject: Metro North staat dat niet toe omdat zij dat niet veilig acht.

### New York - Philadelphia - Washington
Dit is de drukste passagierslijn in de Verenigde Staten. Al sinds de jaren 60 rijden Metroliners, de voorlopers van de Acela, hier 200 km/h. Ook de Acela haalt hier deze snelheid.
Vanaf 23 september 2019 is er een non-stop dienst tussen New York en Washington. De reistijd tussen beide steden is dan 2 uur 47 minuten in vergelijking tot iets meer dan 3 uur voor de normale dienst.
Een hele reis van Boston naar Washington duurt zo'n 7 uur.

## Galerij

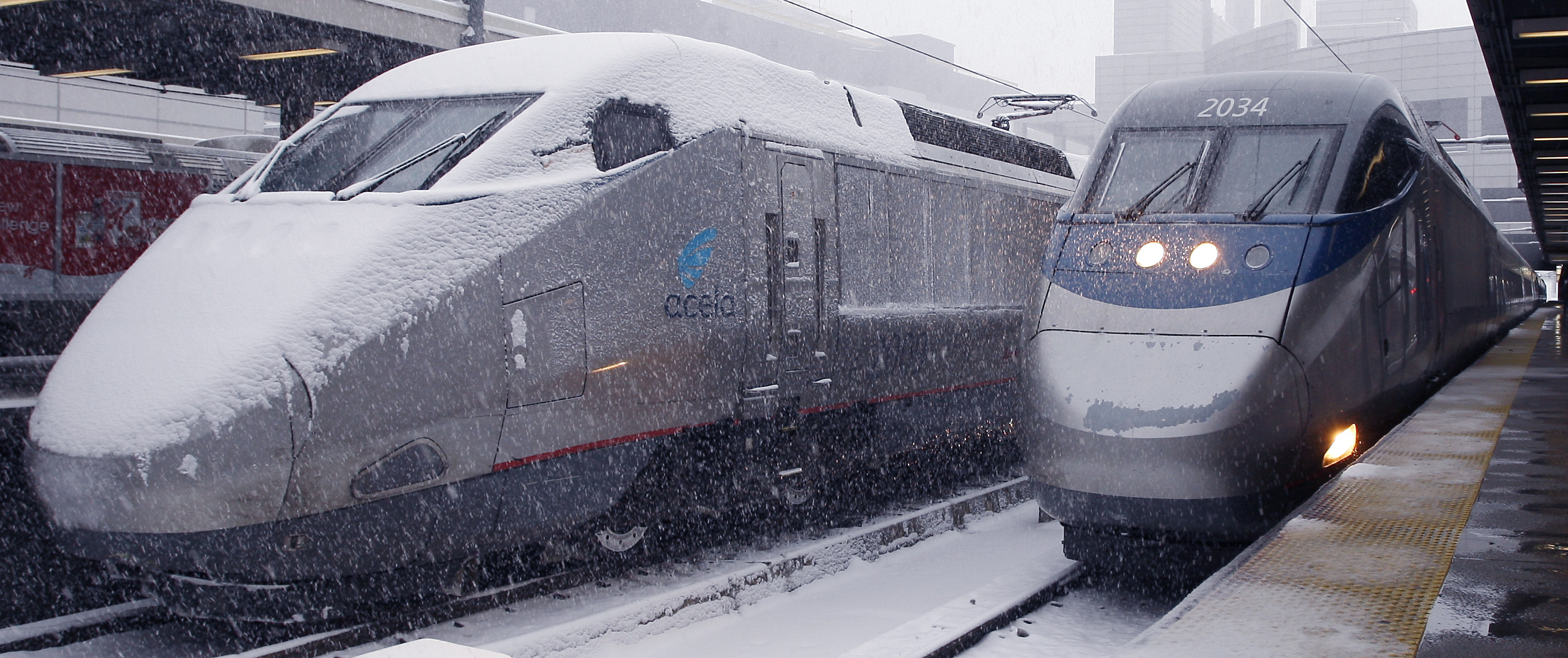
Boston South Station
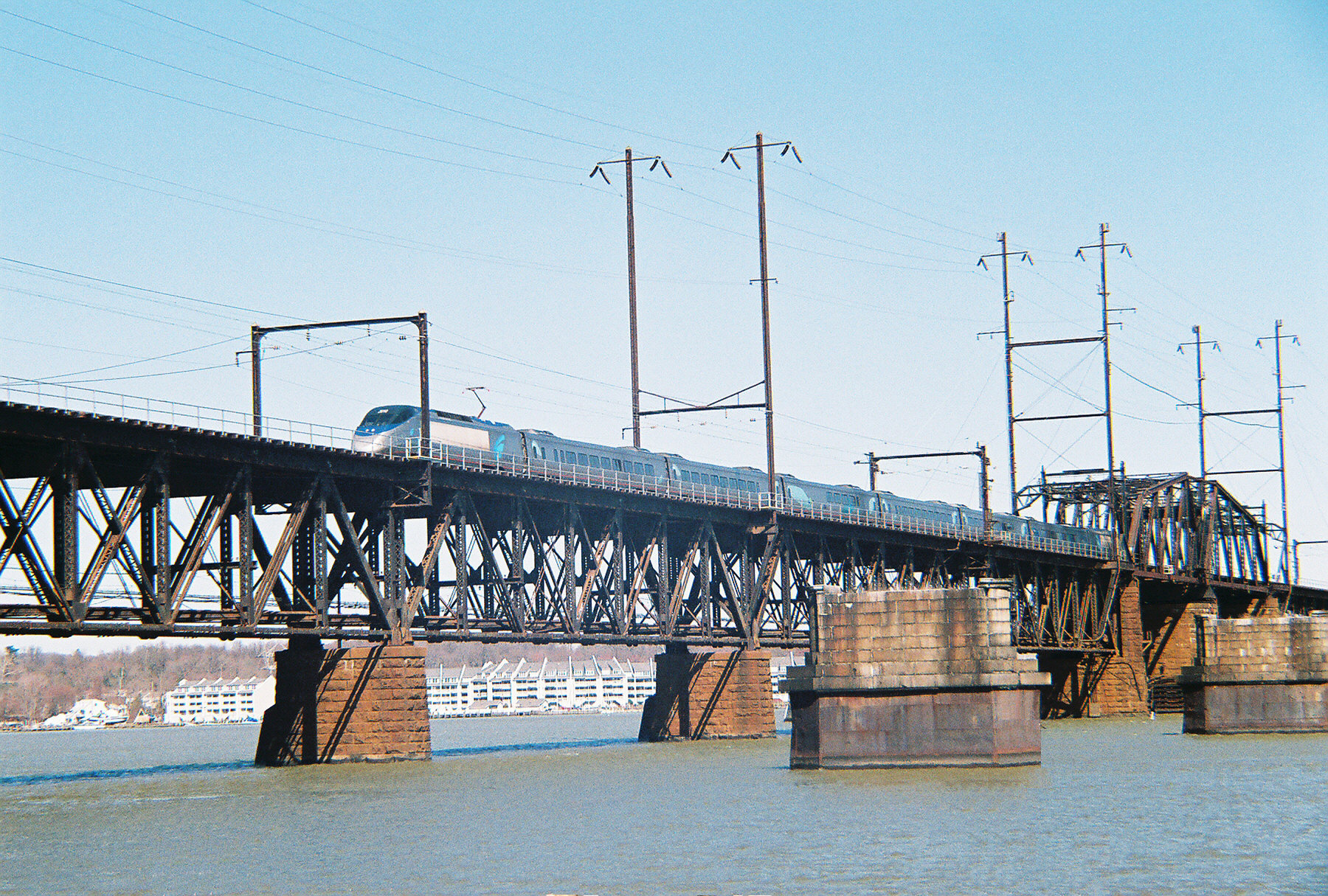
Brug over de Susquehanna bij Havre de Grace
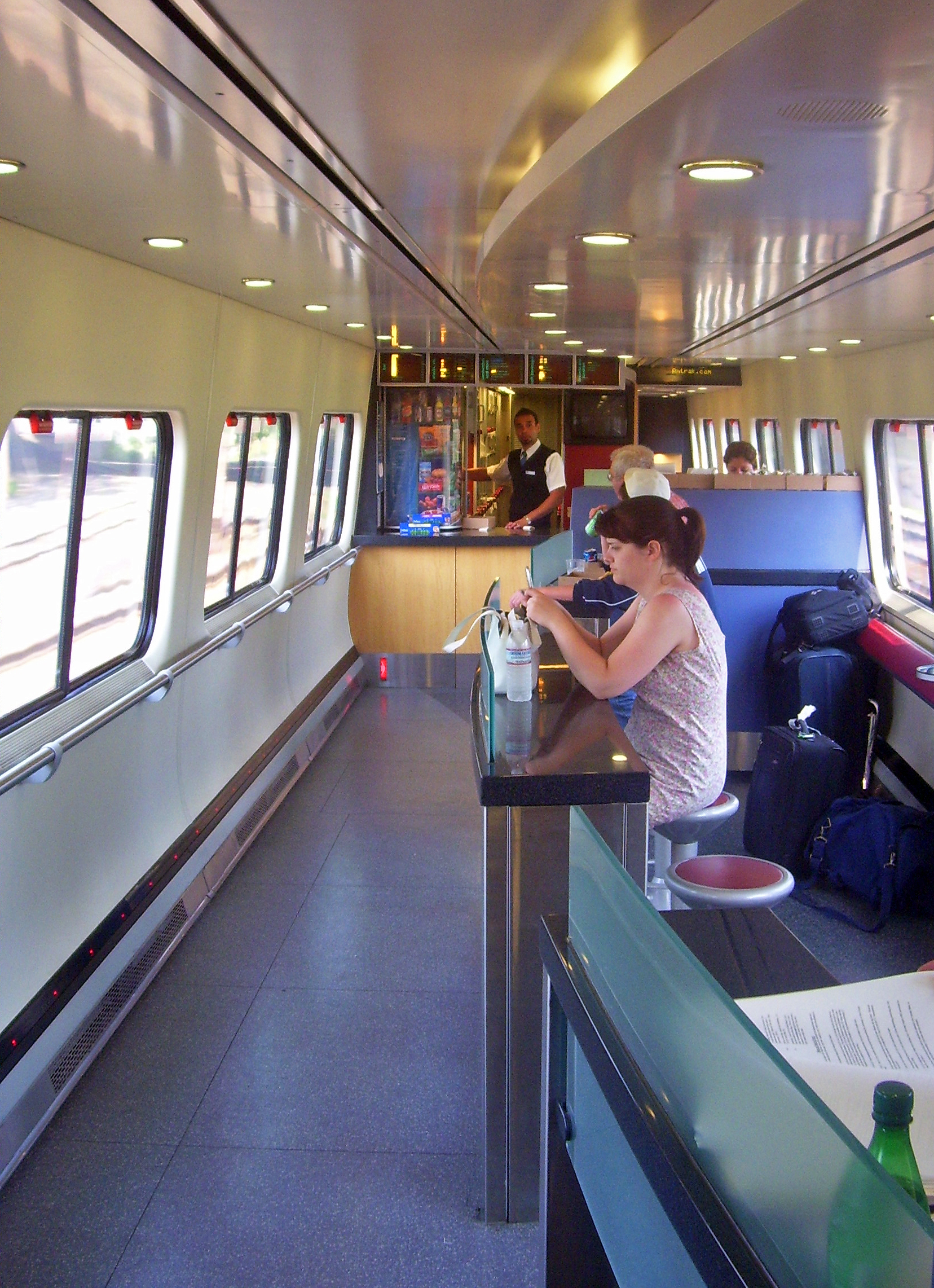
Restauratiewagen
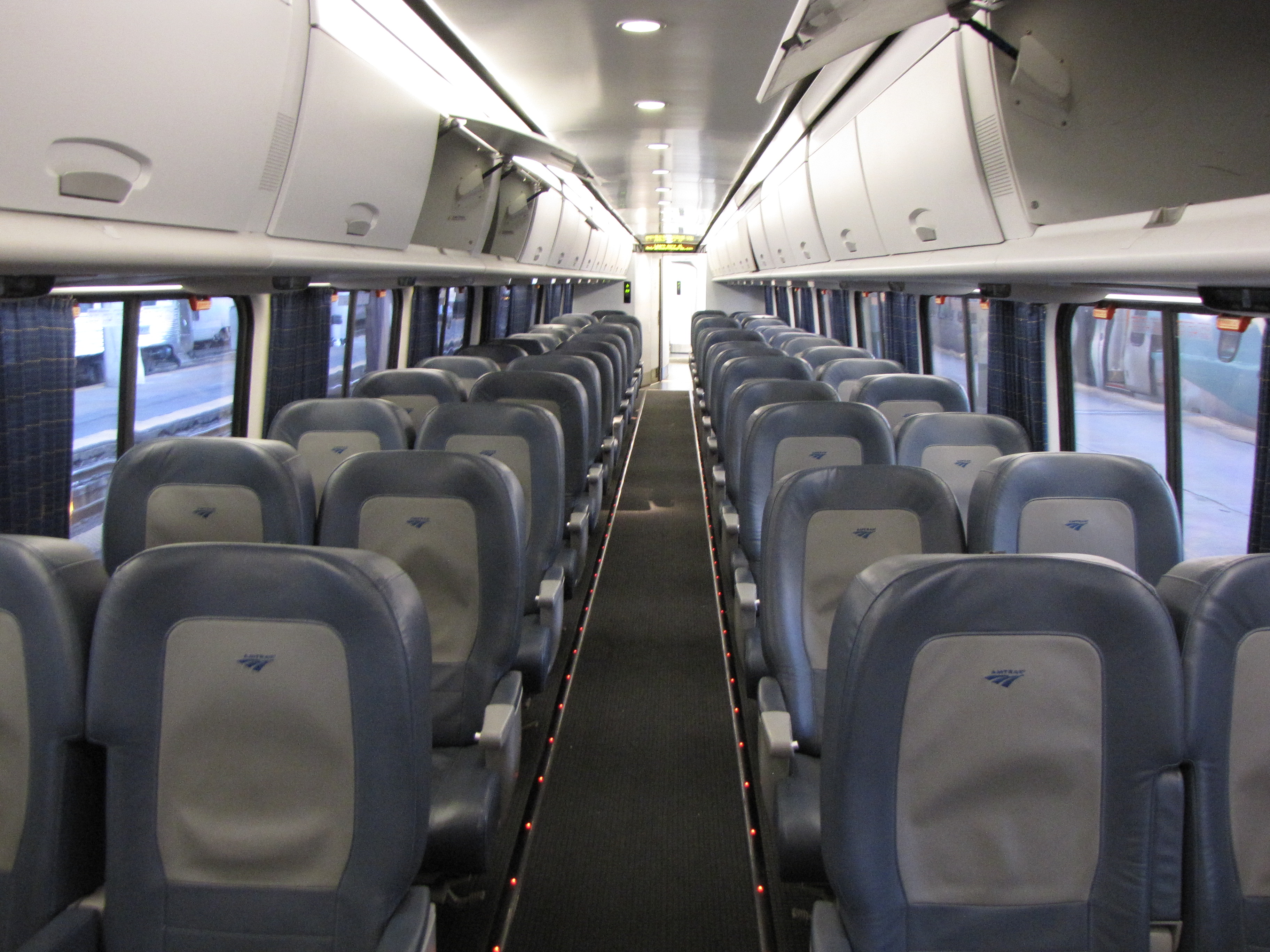
Businessclass rijtuig